# Ludmiła Aleksiejewa
Ludmiła Michajłowna Aleksiejewa, ros. Людмила Михайловна Алексеева (ur. 20 lipca 1927 w Eupatorii, zm. 8 grudnia 2018 w Moskwie) – rosyjska działaczka polityczna i dysydentka, obrończyni praw człowieka. Członkini stowarzyszenia Moskiewska Grupa Helsińska.

## Życiorys

### Młodość
W dzieciństwie jej rodzina przeniosła się z Krymu do Moskwy. Początkowo mieszkali w baraku w dzielnicy Ostankino, a w 1937 przenieśli się do mieszkania wielorodzinnego (komunałki) w centrum Moskwy. Rodzice Ludmiły zajmowali się pracę naukową, a wychowaniem dziecka zajmowała się babka.
Agresja III Rzeszy na Związek Radziecki w 1941 zastała Ludmiłę w Teodozji, gdzie wyjechała wraz z babką na letni wypoczynek. W 1942 jej ojciec zginął na froncie, a 15-letnia Ludmiła przeniosła się do Iżewska, gdzie przebywała jej matka i rozpoczęła kurs pielęgniarski. W 1943 powróciła do Moskwy, gdzie pracowała przy budowie metra.
Studiowała historię i archeologię na Uniwersytecie Moskiewskim, po studiach prowadziła zajęcia z historii na uniwersytecie robotniczym. W 1952 wstąpiła do KPZR. Po śmierci Józefa Stalina w 1953 zrezygnowała z kariery naukowej i podjęła pracę redaktora w Wydawnictwie Nauka.

### Działalność w ruchu dysydenckim
W latach 60. mieszkanie Aleksiejewej stało się miejscem spotkań inteligencji moskiewskiej, w tym środowisk dysydenckich związanych z wydawaniem druków samizdatowych. W 1966 r. Aleksiejewa zaangażowała się w wystąpienia w obronie uwięzionych pisarzy-dysydentów Julija Daniela i Andrieja Siniawskiego. Pod koniec lat 60. włączyła się w kampanię petycyjną związaną z procesem Aleksandra Ginzburga i Jurija Gałanskowa. W kwietniu 1968 została wyrzucona z partii i zwolniona z pracy. Od 1968 r. Aleksiejewa jako maszynistka zajmowała się wydawaniem „Kroniki wydarzeń bieżących” – biuletynu środowiska dysydenckiego. W związku ze swoją działalnością była wielokrotnie zatrzymywana i przesłuchiwana.
W 1976 r., na prośbę Jurija Orłowa, weszła w skład Moskiewskiej Grupy Helsińskiej – pierwszej organizacji niezależnej powołanej w ZSRR, która zajmowała się kwestią praw człowieka (nazwa pochodziła od Porozumień Helsińskich). Jej mieszkanie stało się nieformalną kancelarią Grupy, a ona sama redaktorem i archiwistą. Jej podpis znalazł się na 19 dokumentach programowych Grupy. W lutym 1977, pod groźbą aresztowana, Ludmiła Aleksiejewa została zmuszona do emigracji i wyjazdu do USA. Na emigracji zajmowała się dokumentowaniem działań środowisk dysydenckich, współpracowała także z rozgłośniami „Radio Swoboda” i „Głos Ameryki”.

### Działalność na rzecz społeczeństwa obywatelskiego
W 1993 r. Aleksiejewa wróciła do Rosji, a trzy lata później znalazła się na czele Moskiewskiej Grupy Helsińskiej. W latach 1998–2004 była przewodniczącą Międzynarodowej Federacji Helsińskiej. Od 2002 r. działała w składzie Komisji Praw Człowieka przy Prezydencie Rosji. Głównym obszarem jej działalności stało się tworzenie w Rosji społeczeństwa obywatelskiego i walka z antydemokratycznymi posunięciami władz rosyjskich. W 2004 r. wspólnie z Garri Kasparowem tworzyła Wszechrosyjski Kongres Obywatelski, a od 2009 brała udział w ruchu obywatelskim „Strategia-31” i organizowała mityngi na Placu Triumfalnym w Moskwie, w obronie art. 31 Konstytucji Federacji Rosyjskiej (o swobodzie zgromadzeń).
Otwarcie krytykowała rządy prezydenta Władimira Putina i sprzeciwiała się wywołanymi przez rosyjskie władze konfliktom zbrojnym w Gruzji i na Ukrainie.
Jej uroczystości pogrzebowe odbyły się 11 grudnia 2018 w Domu Dziennikarza w centrum Moskwy.

## Odznaczenia i nagrody
- Oficer Legii Honorowej (Francja, 2007)[9]
- Krzyż Komandorski Orderu Zasługi Republiki Federalnej Niemiec (2009)[9][10]
- Krzyż Kawalerski Orderu Wielkiego Księcia Giedymina (Litwa, 2008)[9]
- Order Krzyża Ziemi Maryjnej III klasy (Estonia, 2012)[11]
- Krzyż Kawalerski Orderu Zasługi Rzeczypospolitej Polskiej (2018, pośmiertnie[12][8])
- Państwowa Nagroda Federacji Rosyjskiej (2017)[13]
- Nagroda Sacharowa (2009)
- Nagroda im. Olofa Palmego (2004)[14]
- Nagroda Praw Człowieka im. Václava Havla (2015)[15]

## Życie prywatne
Ludmiła Aleksiejewa była żoną matematyka Nikołaja Wiliamsa. Miała dwóch synów z pierwszego małżeństwa, z Walentinem.